# Dylan Schmidt
Dylan Matthew Schmidt (* 7. Januar 1997 in Southport, Australien) ist ein neuseeländischer Trampolinturner.

## Erfolge
Dylan Schmidt nahm an den Olympischen Jugend-Sommerspielen 2014 in Nanjing im Einzelwettbewerb teil, den er mit 57,340 Punkten gewann und sich die Goldmedaille sicherte. Bei seinem Olympiadebüt 2016 in Rio de Janeiro gelang ihm als Achter der Vorrunde die Qualifikation für das Finale und er belegte in diesem mit 57,140 Punkten den siebten Platz. Bei den 2021 ausgetragenen Olympischen Spielen in Tokio qualifizierte sich Schmidt mit 112,120 Punkten als Dritter für den Finalwettbewerb, den er mit 60,675 Punkten hinter Olympiasieger Iwan Litwinowitsch aus Weißrussland sowie dem Chinesen Dong Dong ebenfalls auf dem dritten Platz beendete und die Bronzemedaille gewann.
Seine Schwester Rachel und sein Bruder Callum sind ebenfalls international startende Trampolinturner.